# خوخ أسود
خوخ أسود أو برقوق أسود (الاسم العلمي:Prunus nigra) هو نوع من النباتات يتبع جنس الخوخ من الفصيلة الوردية.